# Nautika 1000
Nautika 1000 – laminatowy jacht motorowy (barka turystyczna) zaprojektowana przez Andrzeja Skrzata. Producentem jest stocznia Delphia Yachts z Olecka.

## Charakterystyka
W wersji podstawowej jacht wyposażony jest w dwie dwuosobowe kabiny (w wersji rozszerzonej – trzy), toaletę, messę z kambuzem. Wysokość pomieszczeń wynosi około 1,90 metra. Przeznaczony jest załogi liczącej od 4 do 8 osób. Do napędu jednostki użyto silnika Diesla o mocach od 29 do 55 KM. Początkowo zaprojektowany został jako jacht o klasie projektowej B, jednak producent deklaruje klasę jachtu jako C. W 2009 roku opracowano wersję eko o napędzie hybrydowym. Jacht sprzedawany jest też pod nazwą DELPHIA 1050 ESCAPE.
W 2013 roku powstała nowa wersja Nautiki 1000 o nazwie Nautika 1000 Soley. W nowej Nautice zmieniono kształt kadłuba w taki sposób, aby można było pływać w półślizgu. Kadłub Nautiki 1000 S ma bardziej sportową linię i krótszy sztywny dach nad kokpitem (hardtop). Zmieniono też układ kokpitu, tak aby zapewnić lepszą komunikację dziób-rufa. 
Jacht czarterowany jest głównie na Szlaku Wielkich Jezior Mazurskich. Wynajmowany jest w kategorii jachtów bez patentu, nawet w przypadkach, gdzie montowany jest w nim silnik powyżej 50 KM. 

## Galeria

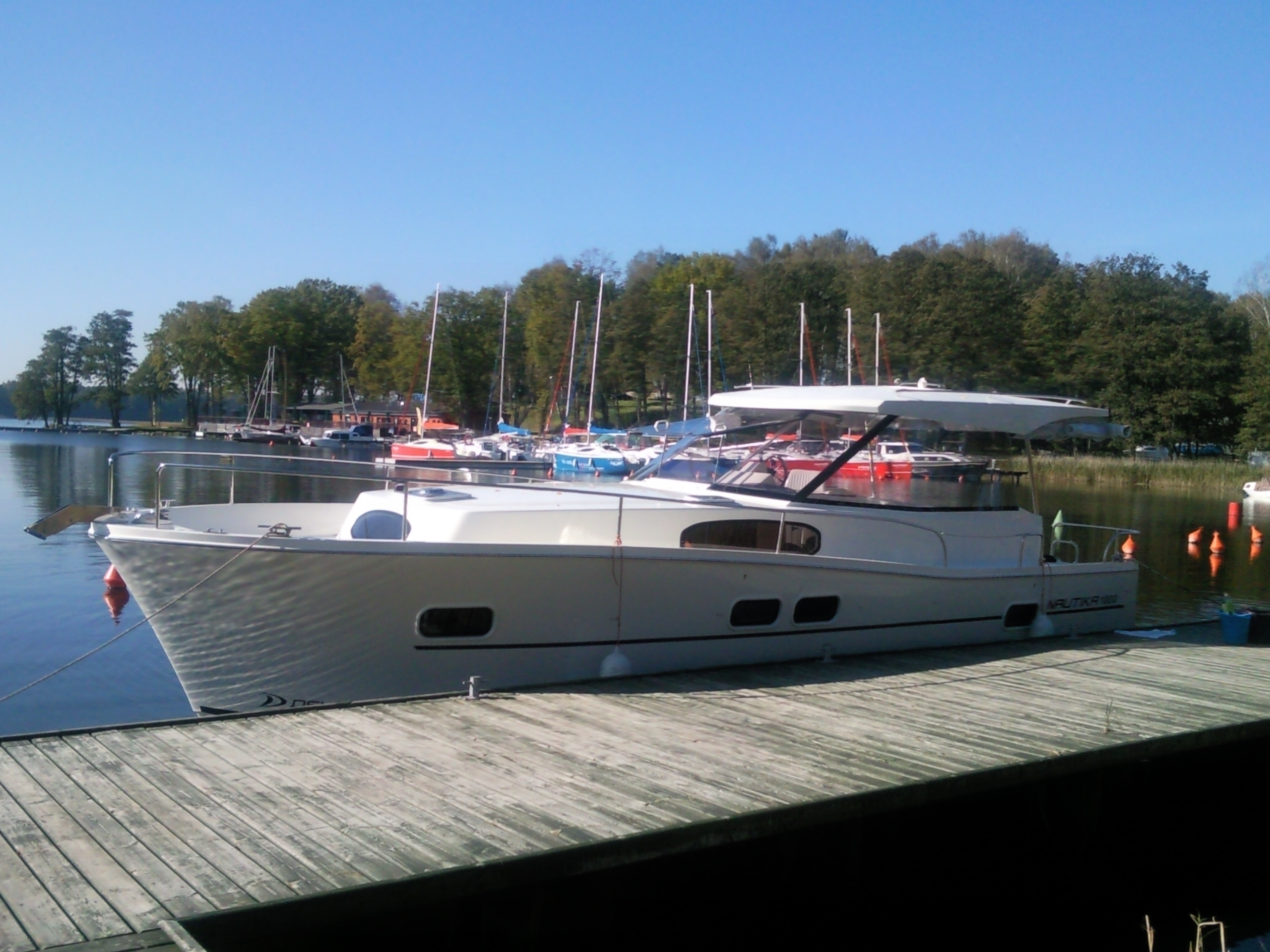
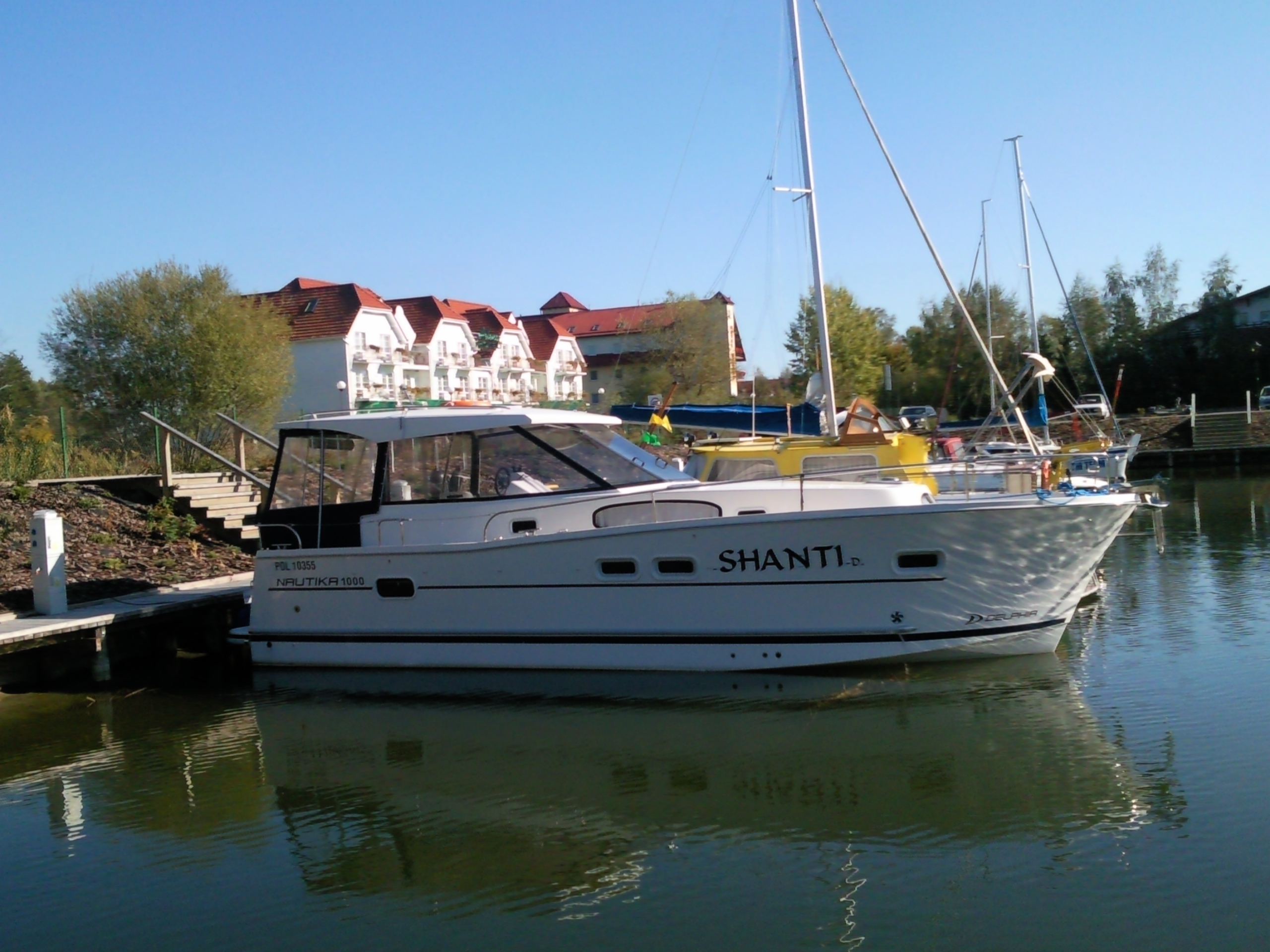
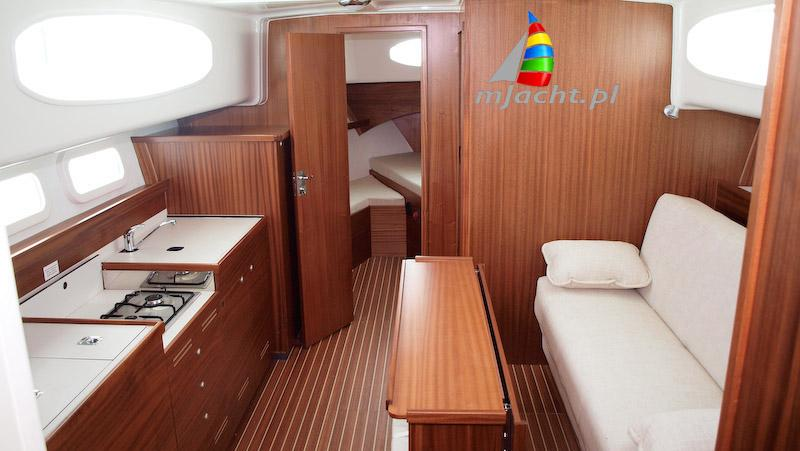